# Pteromalinae
Sous-famille
Les Pteromalinae sont une sous-famille d'hyménoptères parasitoïdes de la famille des Pteromalidae.

## Liste des genres
Selon BioLib (27 mai 2021) :
- genre Ablaxia Delucchi, 1957
- genre Abomalus Boucek, 1993
- genre Acroclisella Girault, 1915
- genre Acroclisis Förster, 1878
- genre Acroclisissa Girault, 1933
- genre Acroclisoides Girault & Dodd, 1915
- genre Acroclypa Boucek, 1988
- genre Acrocormus Foerster, 1856
- genre Aggelma Delucchi, 1956
- genre Agiommatus Crawford, 1911
- genre Aiemea Boucek, 1988
- genre Amandia Graham, 1984
- genre Anisopteromalus Ruschka, 1912
- genre Anogmoides Askew, 1970
- genre Anogmus Foerster, 1856
- genre Apelioma Delucchi, 1956
- genre Apsilocera Boucek, 1956
- genre Arthrolytus Thomson, 1878
- genre Atrichomalus Graham, 1956
- genre Bairamlia Waterston, 1929
- genre Caenacis Foerster, 1856
- genre Caenocrepis Thomson, 1878
- genre Cairnsia Boucek, 1988
- genre Calliprymna Graham, 1966
- genre Callitula Spinola, 1811
- genre Canberrana Boucek, 1988
- genre Capellia Delucchi, 1958
- genre Catolaccus Thomson, 1878
- genre Cecidolampa Askew, 1975
- genre Cecidostiba Thomson, 1878
- genre Cheiropachus Westwood, 1828
- genre Chlorocytus Graham, 1956
- genre Coelopisthia Foerster, 1856
- genre Conomorium Masi, 1924
- genre Coruna Walker, 1833
- genre Cryptoprymna Förster, 1856
- genre Cyclogastrella Bukowski, 1838
- genre Cyrtogaster Walker, 1833
- genre Cyrtoptyx Delucchi, 1956
- genre Delisleia Girault, 1936
- genre Dibrachoides Kurdjumov, 1913
- genre Dibrachys Förster, 1913
- genre Diglochis Foerster, 1856
- genre Dimachus Thomson, 1878
- genre Dinarmoides Masi, 1924
- genre Dinarmus Thomson, 1878
- genre Dinotiscus Ghesquière, 1946
- genre Dinotoides Bouček, 1957
- genre Dirhicnus Thomson, 1878
- genre Dorcatomophaga Kryger, 1951
- genre Dudichilla Szelenyi, 1970
- genre Elderia Hedqvist, 1977
- genre Endomychobius Ashmead, 1896
- genre Epanogmus Girault, 1920
- genre Erdoesia Bouček, 1957
- genre Erdoesina Graham, 1957
- genre Erixestus Crawford, 1910
- genre Erythromalus Graham, 1956
- genre Eulonchetron Graham, 1966
- genre Eumacepolus Graham, 1957
- genre Euneura Walker, 1844
- genre Eurydinota Förster, 1878
- genre Eurydinotomorpha Girault, 1913
- genre Gastracanthus Westwood, 1833
- genre Gbelcia Boucek, 1961
- genre Goidanichium Boucek, 1970
- genre Guancheria Hedqvist, 1978
- genre Gugolzia Delucchi & Steffan, 1956
- genre Gyrinophagus Ruschka, 1914
- genre Habritella Girault & Dodd, 1915
- genre Habritys Thomson, 1878
- genre Habromalina Dzhanokmen, 1977
- genre Halomalus Erdös, 1953
- genre Halticopterella Girault & Dodd, 1915
- genre Hemitrichus Thomson, 1878
- genre Heteroprymna Graham, 1956
- genre Hillerita Boucek, 1988
- genre Hobbya Delucchi, 1957
- genre Holcaeus Thomson, 1878
- genre Homoporus Thomson, 1878
- genre Inkaka Girault, 1939
- genre Ischyroptyx Delucchi, 1956
- genre Isocyrtus Walker, 1833
- genre Isoplatoides Girault, 1913
- genre Janssoniella Kerrich, 1957
- genre Kaleva Graham, 1957
- genre Klabonosa Boucek, 1976
- genre Lampoterma Graham, 1956
- genre Lariophagus Crawford, 1909
- genre Leptomeraporus Graham, 1957
- genre Lomonosoffiella Girault, 1913
- genre Lonchetron Graham, 1956
- genre Longinucha Boucek, 1988
- genre Makaronesa Graham, 1975
- genre Megadicylus Girault, 1929
- genre Meraporus Walker, 1834
- genre Merismomorpha Girault, 1913
- genre Merisus Walker, 1835
- genre Mesopolobus Westwood, 1833
- genre Metacolus Foerster, 1856
- genre Metastenus Walker, 1834
- genre Meximalus Boucek, 1993
- genre Micradelus Walker, 1834
- genre Mirekia Boucek, 1988
- genre Miscogasteriella Girault, 1915
- genre Mokrzeckia Mokrzecki, 1933
- genre Muscidifurax Girault & Saunders, 1910
- genre Nadelaia Boucek, 1993
- genre Nasonia Ashmead, 1904
- genre Nazgulia Hedqvist, 1973
- genre Neanica Erdös, 1953
- genre Nedinotus Boucek, 1991
- genre Neocatolaccus Ashmead, 1904
- genre Neocylus Boucek, 1988
- genre Neopolycystus Girault, 1915
- genre Nephelomalus Graham, 1956
- genre Norbanus Walker, 1843
- genre Notoglyptus Masi, 1917
- genre Novitzkyanus Boucek, 1961
- genre Nuchata Boucek, 1988
- genre Oaxa Boucek, 1993
- genre Obalana Boucek, 1991
- genre Ottaria Hedqvist, 1974
- genre Oxyharma Boucek, 1988
- genre Oxysychus Delucchi, 1956
- genre Pachycrepoideus Ashmead, 1904
- genre Pachyneuron Walker, 1833
- genre Pandelus Foerster, 1856
- genre Parabruchobius Risbec, 1951
- genre Paracaratomus Ashmead, 1894
- genre Paracarotomus Ashmead, 1894
- genre Paracroclisis Girault, 1913
- genre Pegopus Foerster, 1856
- genre Peridesmia Foerster, 1856
- genre Perniphora Ruschka, 1923
- genre Pestra Boucek, 1988
- genre Pezilepsis Delucchi, 1955
- genre Phaenocytus Graham, 1969
- genre Platecrizotes Ferrière, 1934
- genre Platneptis Bouček, 1961
- genre Platygerrhus Thomson, 1878
- genre Platypteromalus Bouček, 1955
- genre Plutothrix Foerster, 1856
- genre Propicroscytus Szelényi, 1941
- genre Pseudanogmus Dodd & Girault, 1915
- genre Pseudocatolaccus Masi, 1908
- genre Psilocera Walker, 1833
- genre Psilonotus Walker, 1834
- genre Psychophagoides Graham, 1969
- genre Psychophagus Mayr, 1904
- genre Pterisemoppa Girault, 1933
- genre Pteromalus Swederus, 1795
- genre Pterosemigastra Girault & Dodd, 1915
- genre Pycnetron Gahan, 1925
- genre Rakosina Boucek, 1956
- genre Rhaphitelus Walker, 1834
- genre Rhopalicus Foerster, 1856
- genre Rohatina Bouček, 1954
- genre Roptrocerus Ratzeburg, 1848
- genre Sceptrothelys Graham, 1956
- genre Schizonotus Ratzeburg, 1852
- genre Sedma Boucek, 1991
- genre Selimnus Walker, 1842
- genre Sigynia Hedqvist, 1974
- genre Spaniopus Walker, 1833
- genre Sphegigaster Spinola, 1811
- genre Sphegipterosema Girault, 1913
- genre Sphegipterosemella Girault, 1913
- genre Spilomalus Graham, 1956
- genre Spintherus Thomson, 1878
- genre Staurothyreus Graham, 1956
- genre Stenetra Masi, 1931
- genre Stenomalina Ghesquière, 1946
- genre Stenoselma Delucchi, 1956
- genre Stichocrepis Foerster, 1878
- genre Stinoplus Thomson, 1878
- genre Strejcekia Bouček, 1972
- genre Synedrus Graham, 1956
- genre Syntomopus Walker, 1833
- genre Szelenyinus Boucek, 1974
- genre Termolampa Bouček, 1961
- genre Thureonella Gijswijt, 1990
- genre Tomicobia Ashmead, 1899
- genre Toxeuma Walker, 1833
- genre Toxeumorpha Girault, 1915
- genre Trichomalopsis Crawford, 1913
- genre Trichomalus Thomson, 1878
- genre Tricolas Bouček, 1967
- genre Trigonoderus Westwood, 1832
- genre Trigonogastrella Girault, 1915
- genre Tritneptis Girault, 1908
- genre Trychnosoma Graham, 1957
- genre Tsela Boucek, 1988
- genre Urolepis Walker, 1846
- genre Veltrusia Bouček, 1972
- genre Vrestovia Bouček, 1961
- genre Xiphydriophagus Ferrière, 1952
- genre Yanchepia Boucek, 1988
- genre Zdenekiana Huggert, 1976

Selon NCBI (27 mai 2021) :
- genre Acaenacis
- genre Acroclisoides
- genre Anisopteromalus
- genre Anogmus
- genre Caenacis
- genre Cecidostiba
- genre Cheiropachus
- genre Chlorocytus Chlorocytes
- genre Coelopisthia
- genre Coruna
- genre Cryptoprymna
- genre Cyrtogaster
- genre Dibrachys
- genre Diconocara
- genre Dinarmus
- genre Dinotiscus
- genre Erixestus
- genre Eulonchetron
- genre Habritys
- genre Halticopteroides
- genre Hobbya
- genre Homoporus
- genre Hypopteromalus
- genre Lariophagus
- genre Lyrcus
- genre Lysirina
- genre Meraporus
- genre Merisus
- genre Mesopolobus
- genre Muscidifurax
- genre Nasonia
- genre Notoglyptus
- genre Pachycrepoideus
- genre Pachyneuron
- genre Pegopus
- genre Perilampidea
- genre Platygerrhus
- genre Plutothrix
- genre Polstonia
- genre Pseudocatolaccus Pseudocatalaccus
- genre Psilocera
- genre Psychophagus
- genre Pteromalus
- genre Rhopalicus
- genre Spaniopus
- genre Sphegigaster
- genre Stenomalina
- genre Stenoselma
- genre Syntomopus
- genre Trichomalopsis
- genre Trichomalus
- genre Trimeromicrus
- genre Urolepis Walker, 1846